# International Data Encryption Algorithm
International Data Encryption Algorithm (ang. IDEA) – szyfr blokowy, stworzony przez Xueji'a Lai oraz Jamesa Masseya w 1990, operujący na 64-bitowych blokach wiadomości i wykorzystujący do szyfrowania 128-bitowy klucz. Początkowo szyfr nazywał się Proposed Encryption Standard (PES), jednak po odkryciu kryptoanalizy różnicowej został poprawiony i przemianowany na Improved Proposed Encryption Standard (IPES). Ostateczna nazwa algorytmu została przyjęta w 1992.
Szyfr został zaprojektowany w ramach kontraktu z Hasler Foundation, która stała się częścią Ascom-Tech AG. Początkowo szyfr był objęty patentem w wielu krajach i udostępniony do darmowego użytku tylko w celach niekomercyjnych. Patenty wygasły w latach 2010─2011 i obecnie szyfr może być swobodnie używany w dowolnych celach.

## Opis algorytmu
IDEA wykorzystuje ten sam algorytm do procesu szyfrowania i deszyfrowania wiadomości. Tekst jawny szyfrowany jest z wykorzystaniem mieszania oraz rozpraszania. Operacje mieszania wykorzystywane w szyfrze to:
- Suma modulo 2 – oznaczone na schemacie blokowym jako ⊕
- Dodawanie modulo {\displaystyle 2^{16}} – oznaczone ⊞
- Mnożenie modulo {\displaystyle 2^{16}+1} (które jest liczbą pierwszą), przy czym liczba 0 jest traktowana jako {\displaystyle 2^{16}} – oznaczone ⊙.

IDEA była używana we wczesnych wersjach PGP, gdzie została dodana, gdy oryginalny szyfr użyty w PGP 1.0 ─ BassOmatic ─ okazał się niewystarczająco bezpieczny. Jest dostępna jako opcjonalny algorytm w OpenPGP.